# Emmanuel Johann Schöbel

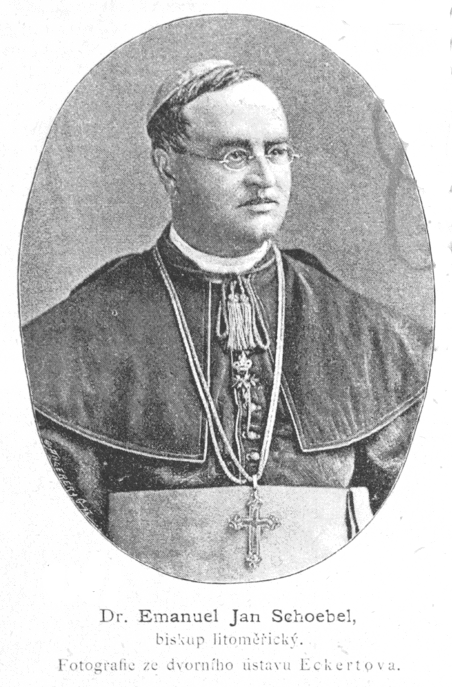
Bischof Emmanuel Johann Schöbel (1884)

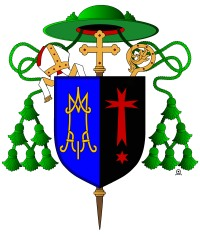
Wappen von Emmanuel Johann Schöbel, Bischof von Leitmeritz (1882–1909)

Emmanuel Johann Schöbel (auch: Emanuel Johann Schöbel; laut Taufeintrag im Kirchenbuch Radowenz Seite 144: Emanuel Adalbert Franz Schöbel; tschechisch Emanuel Jan Schöbel; * 11. Februar 1824 in Radowenz, Bezirk Trautenau; † 28. November 1909 in Leitmeritz, Königreich Böhmen) war Bischof von Leitmeritz und Hochmeister der Kreuzherren mit dem Roten Stern.

## Werdegang
Emanuel Johann Schoebel trat am 2. März 1848 in den Prager Orden der Kreuzherren mit dem Roten Stern ein und empfing am 16. Juni 1848 die Priesterweihe. 1852 wurde er zum Dr. theol. promoviert und lehrte von 1853 bis 1854 an der Theologischen Fakultät der Karls-Universität Exegese des Alten Testaments. Daneben wirkte er 1854 als Prediger in Franzensbad. Von 1866 bis 1875 war er Professor an der Deutschen Handelsakademie in Prag. 1879 wurde er Hochmeister des Kreuzherrenordens, um den er sich große Verdienste erwarb.

## Bischof von Leitmeritz
Nach dem Tod des Leitmeritzer Bischofs Anton Ludwig Frind wurde Emmanuel Johann Schöbel am 30. April 1882 zu dessen Nachfolger ernannt und am 3. Juli desselben Jahres vom Papst bestätigt. Der Prager Erzbischof Kardinal Friedrich zu Schwarzenberg, spendete ihm am 6. August 1882 die Bischofsweihe. Mitkonsekratoren waren der Königgrätzer Bischof Josef Jan Hais und der Prager Weihbischof Carl Franz Prucha (Karel František Průcha). Neben seinen bischöflichen Aufgaben veranlasste er unter anderem die Renovierung mehrerer Kirchen und des Priesterseminars.